# Haplidia werneri
Haplidia werneri är en skalbaggsart som beskrevs av Keith 2000. Haplidia werneri ingår i släktet Haplidia och familjen Melolonthidae. Inga underarter finns listade i Catalogue of Life.